# Parapasiphae
Parapasiphae är ett släkte av kräftdjur. Parapasiphae ingår i familjen Pasiphaeidae.
Kladogram enligt Catalogue of Life:
| Parapasiphae | \| \| Parapasiphae compta \| \| \| \| \| \| Parapasiphae cristata \| \| \| \| \| \| Parapasiphae macrodactyla \| \| \| \| \| \| Parapasiphae serrata \| \| \| \| \| \| Parapasiphae sulcatifrons \| \| \| \| |
|              | \| \| Parapasiphae compta \| \| \| \| \| \| Parapasiphae cristata \| \| \| \| \| \| Parapasiphae macrodactyla \| \| \| \| \| \| Parapasiphae serrata \| \| \| \| \| \| Parapasiphae sulcatifrons \| \| \| \| |
|              | Eupasiphae |
|              | |
|              | Glyphus |
|              | |
|              | Leptochela |
|              | |
|              | Pasiphaea |
|              | |
|              | Psathyrocaris |
|              | |
|              | Parapasiphae compta |
|              | |
|              | Parapasiphae cristata |
|              | |
|              | Parapasiphae macrodactyla |
|              | |
|              | Parapasiphae serrata |
|              | |
|              | Parapasiphae sulcatifrons |
|              | |

|  | Parapasiphae compta       |
|  |                           |
|  | Parapasiphae cristata     |
|  |                           |
|  | Parapasiphae macrodactyla |
|  |                           |
|  | Parapasiphae serrata      |
|  |                           |
|  | Parapasiphae sulcatifrons |
|  |                           |